# 애마부인 11
"애마부인 11"(Madame Emma 11)은 한국에서 제작된 조명화 감독의 1994년 드라마 영화이다. 이다연 등이 주연으로 출연하였고 최춘지 등이 제작에 참여하였다.

## 출연

### 주연
- 이다연
- 이주철
- 전해룡

### 조연
- 한은정
- 차룡
- 국정환
- 라동근
- 최명호
- 유가희

## 기타
- 촬영부: 장현수
- 촬영부: 서기원
- 촬영부: 김준호
- 조명: 강광호
- 조명부: 인성열
- 조명부: 이세진
- 조명부: 홍순재
- 조명부: 유광현
- 조연출: 차윤영
- 스크립터: 구태진
- 녹음: 손인호
- 분장: 임미자
- 아트디자인: 정화기획
- 효과: 이재희